# 愛山站
愛山站（日语：／ Aizan eki */?）是北海道旅客鐵道石北本線沿線的一個鐵路車站，位於日本北海道上川郡愛別町境內。車站編碼為A40。現已廢除。

## 車站構造

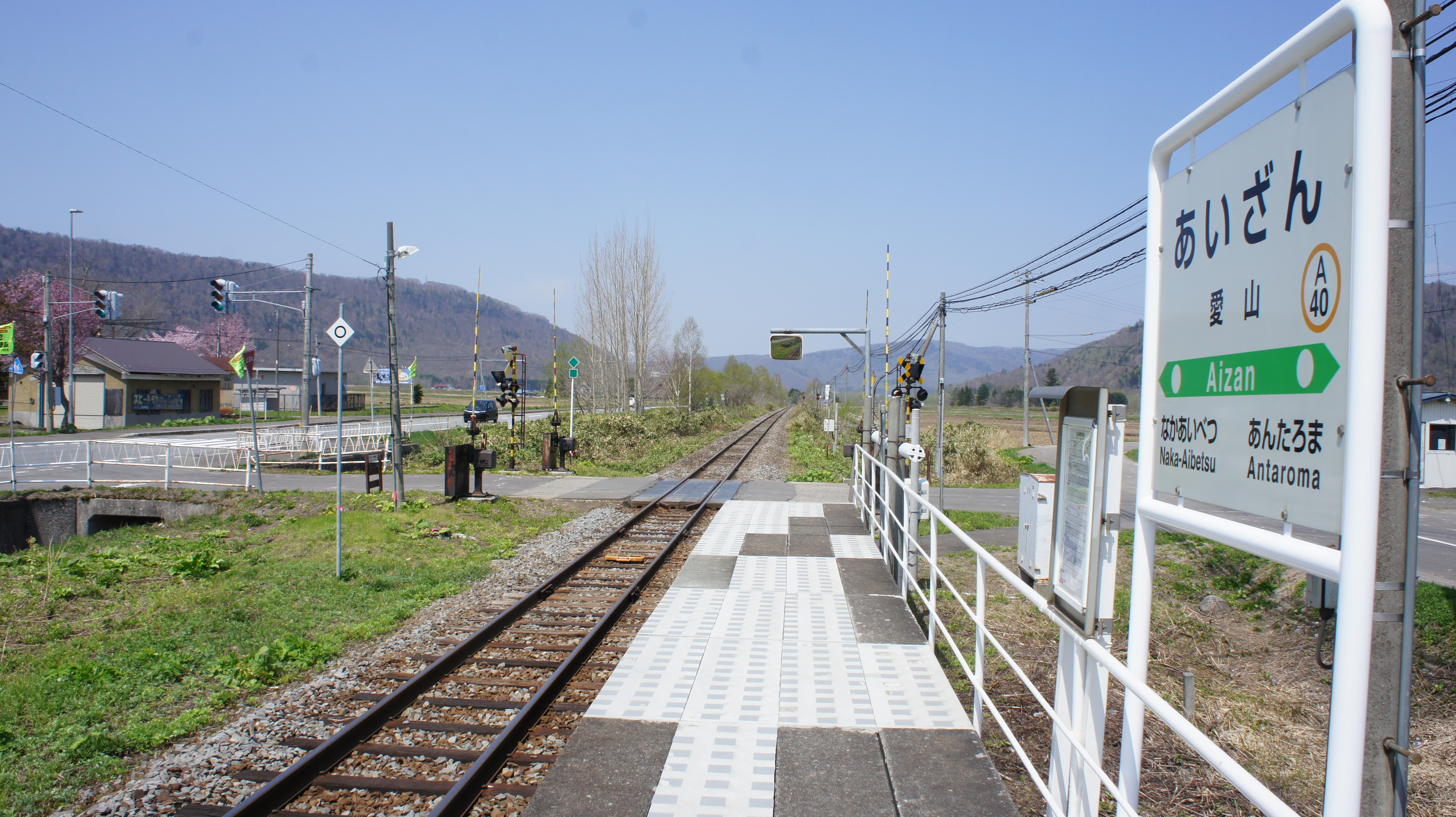
月台（2018年5月）

- 側式月台，1面1線。
- 設有廁所及自動售票機。
- 無人站。

## 車站周邊
- 國道39號
- 旭川紋別自動車道愛山上川交流道
- 菇之里愛別自動露營場
- 愛別町立愛山小學
- 道北巴士「學山小學」巴士站

## 歷史
- 1960年5月2日：日本國有鐵道之愛山臨時停靠站啟用。
- 1987年4月1日：日本國鐵正式民營化並進行分割，車站劃歸由JR北海道繼承。車站並升級至愛山站。
- 2024年3月16日：由於客量長期處於極低水平，宣告廢站[1][2][3]。

## 相鄰車站
北海道旅客鐵道（JR北海道）
■石北本線
特別快速「北見」
通過
普通（一部分列車通過此站）
中愛別（A39）－愛山（A40）－安足間（A41）

## 外部連結
- （日語）JR北海道 – 愛山車站 （页面存档备份，存于）
- （日語）全驛參觀之旅 （页面存档备份，存于）